# Preservação digital

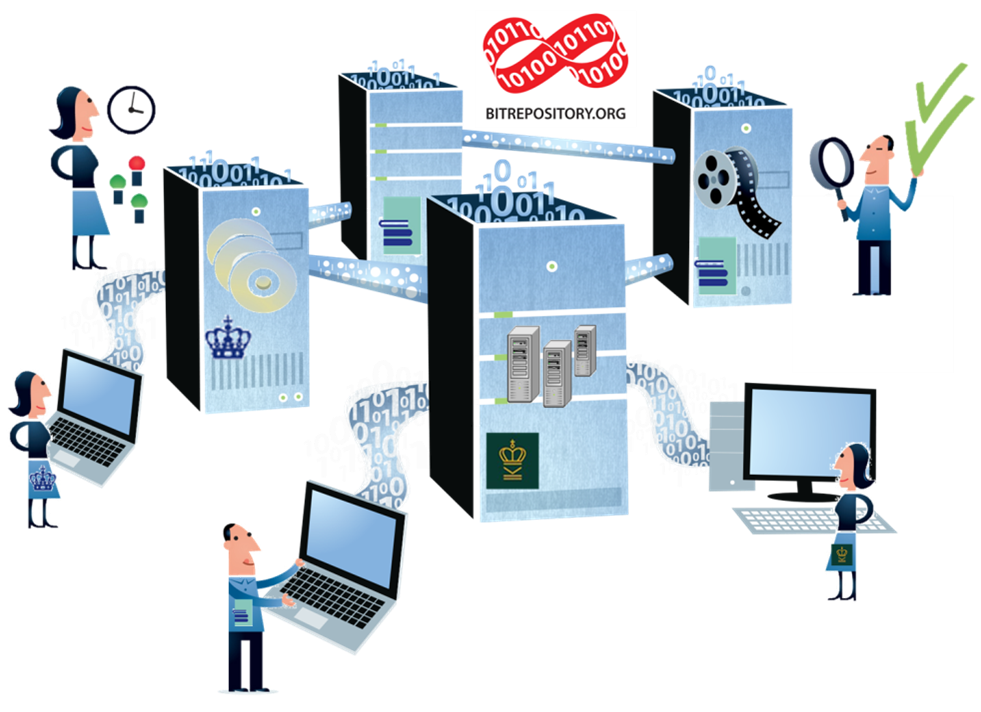
Ilustração sobre preservação digital de Jørgen Stamp

Preservação digital é o conjunto de atividades ou processos responsáveis por garantir o acesso contínuo a longo-prazo à informação e a todo patrimônio cultural existente em formatos digitais. A preservação digital consiste na capacidade de garantir que a informação digital permaneça acessível e com qualidades de autenticidade suficientes para que possa ser interpretada no futuro ao se recorrer a uma plataforma tecnológica diferente da utilizada no momento da sua criação.

## Contexto de surgimento
A necessidade de preservação da cultura é um preocupação que remete até mesmo à oralidade. Walter J. Ong mostra em seu livro Oralidade e cultura escrita: a tecnologização da palavra, que na oralidade primária havia milhares de linguagens faladas e muitas se perderam, por não serem registradas e não produzirem literatura. Dentre 3 mil línguas faladas apenas cerca de 78 tinham literatura.
Desde a Antiguidade, bibliotecas, arquivos e museus atuam como lugares responsáveis pela preservação da cultura através da guarda de objetos com valor histórico ou científico. O suporte de preservação do muitas vezes foi o papiro ou pergaminho, que na Idade Moderna foram paulatinamente substituídos pelo livro impresso através da prensa de tipo móveis surgida no século XV com a invenção atribuída a Johannes Gutenberg. O contexto de produção da informação e de sua comunicação, portanto, se manteve razoavelmente estável ao longo dos séculos. Com a utilização dos meios digitais e da Web para produção, armazenamento, disponibilização e acesso à informação esse cenário mudou radicalmente. O volume de informação que nasce digital e que vem sendo produzido tem alcançado patamares muito elevados e reforça a importância da preservação digital. No universo digital estão importantes informações sobre as mudanças científicas, tecnológicas e culturais da humanidade. Corroborando com esse ponto de vista, Walter Ong afirma que o ser humano depende da cultura escrita, pois ela guarda a memória coletiva construída ao longo dos séculos.  Esse acúmulo de saber é que permite que os diferentes ramos do saber se desenvolvam. Portanto, no contexto de produção de conhecimento são necessárias medidas sistemáticas para evitar perda de informações e gastos na tentativa de recuperá-las.
Surge o conceito de ciberespaço como o novo local onde são criadas, usadas e armazenadas as informações. Pierre Lévy já afirmava no fim do século XX que o ciberespaço seria "o principal canal de comunicação e suporte de memória da humanidade a partir do início do próximo século" e, por isso, deve, também, poder garantir a permanência dos conteúdos relevantes criados para as futuras gerações. Para tanto é necessária a adoção de parâmetros que determinem quais informações devem ser preservadas e como as instituições responsáveis devem realizar essa tarefa. A preocupação com a preservação digital é fundamental para as perspectivas futuras da sociedade, das pessoas e das instituições.
É recorrente o uso de bibliotecas digitais e repositórios digitais para realização de tarefas de preservação do conhecimento em meio digital, como pode ser visto na literatura da área de Ciência da Informação. Pessoas e instituições ao adotar práticas e políticas efetivas de preservação digital buscam evitar uma amnésia digital coletiva dos documentos produzidos, pois os objetos digitais têm uma tendência inata a serem facilmente perdidos. Por outro lado, os suportes de armazenamento magnéticos e óticos desses materiais também são efêmeros "e sujeitos a danos e perdas de dados". Esses aspectos, cada vez mais evidentes, causam a sensação de que haverá "uma perda da memória coletiva na digital".

## Fundamentos

### Avaliação
A avaliação documental ou seleção refere-se ao processo de identificação de documentos e outros materiais a serem preservados, determinando seu valor permanente. Vários fatores geralmente são considerados antes de tomar essa decisão. É um processo delicado e importante porque os documentos selecionados moldarão a compreensão dos pesquisadores sobre aquele fundo. A sequência de procedimentos para a avaliação documental para a preservação permanente é descrita no Cadeia de Preservação (CP) criado pelo projeto InterPARES 2.
A avaliação documental é realizada em todos os materiais arquivísticos, não apenas os digitais. Contudo, observa-se que é possível reter mais documentos digitais do que analógicos, principalmente devido a uma combinação entre o custo decrescente no armazenamento de dados e a utilização de ferramentas em documentos de baixa densidade de informação.
Frequentemente, as bibliotecas e, em menor medida, os arquivos, recebem os documentos em vários formatos digitais ou analógicos. Essas instituições selecionam o formato que consideram ter maior potencial para preservação do conteúdo a longo prazo. Nesse sentido, a Biblioteca do Congresso criou um conjunto de formatos recomendados para preservação a longo prazo.

### Identificação

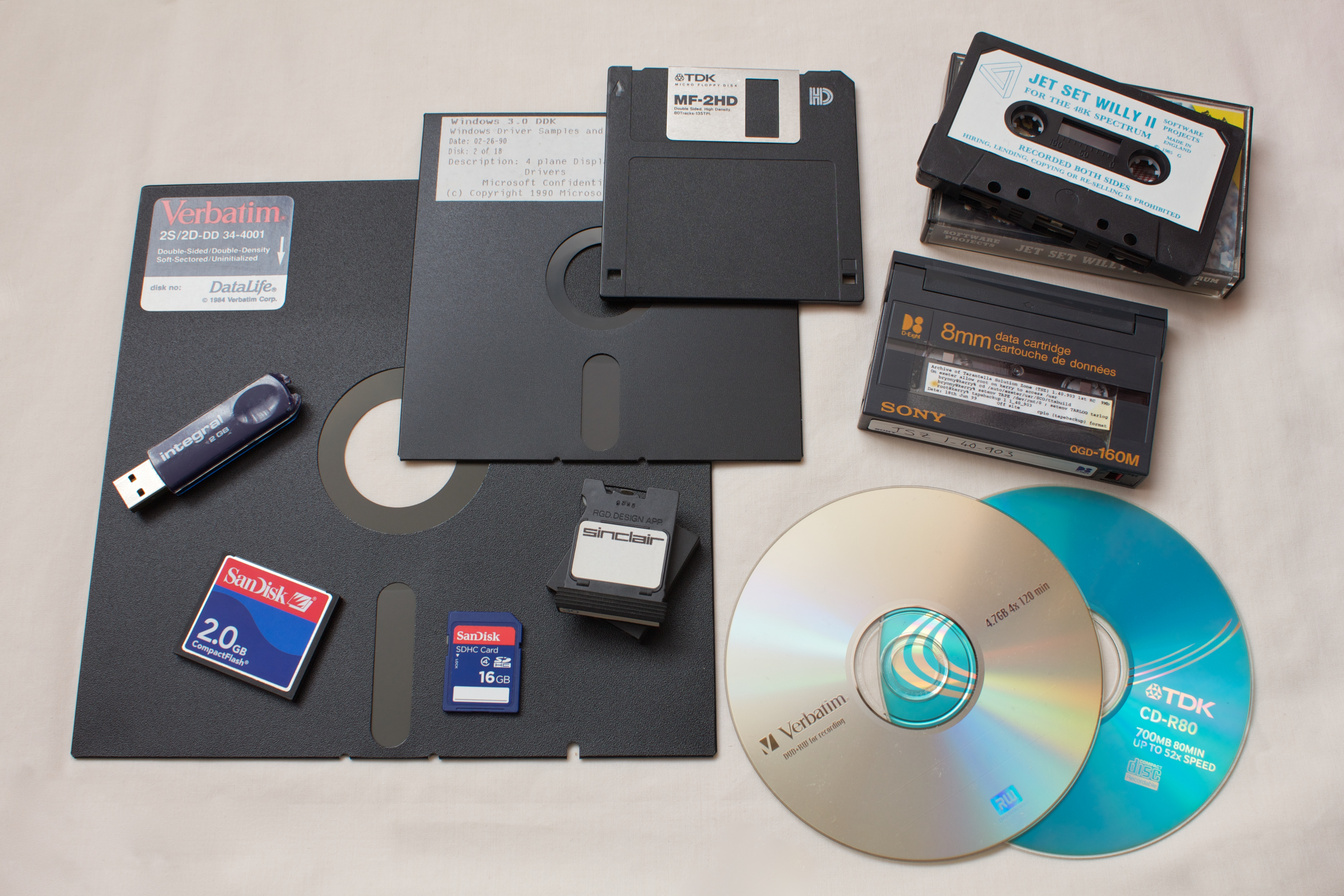
Tecnologias de armazenamento removível

Na preservação digital e gerenciamento de coleção, a descoberta e identificação de objetos é auxiliada pelo uso de identificadores e metadados descritivos precisos. Um identificador é um rótulo exclusivo usado para fazer referência a um objeto ou registro. Geralmente ele é um número ou sequência de números e letras. Como um elemento crucial que contém metadados a serem incluídos em um banco de dados ou inventário, ele é usado em conjunto com outros metadados descritivos para diferenciar objetos e suas várias instanciações.
Metadados descritivos referem-se a informações sobre o conteúdo de um objeto, como título, criador, assunto, data  e outros elementos. A escolha dos elementos usados para descrever um objeto é facilitada pelo uso de um esquema de metadados. O amplo uso de metadados descritivos sobre um objeto digital ajuda a minimizar os riscos dele se tornar posteriormente inacessível.
Outra forma comum de identificação de um arquivo é o seu nome. A implementação de um protocolo de nomenclatura de arquivos é essencial para manter a consistência e a recuperação eficiente de objetos dentro de uma coleção. Esse recurso é especialmente aplicável durante a digitalização de mídia analógica. Usar uma convenção de nomenclatura de arquivo, como o formato 8.3 ou o padrão warez, garante a compatibilidade com outros sistemas e facilita a migração de dados. Os nomes dos arquivos, geralmente determinados pelo tamanho e escopo de uma determinada coleção, podem seguir parâmetro descritivo (contendo palavras e números descritivos) ou não-descritivo (muitas vezes números gerados aleatoriamente).

### Integridade
A integridade de dados é a pedra angular da preservação digital. Ela refere-se à garantia de que os dados estão "completos e inalterados em todos os seus aspectos essenciais". Um programa projetado para manter a integridade visa "garantir que os dados sejam registrados exatamente como pretendido e, após sua recuperação, garantir que os dados sejam os mesmos de quando foram originalmente gravados".

### Fixidez
A fixidez do arquivo é a propriedade de um arquivo digital ser fixo ou inalterado. A verificação da fixidez do arquivo é o processo de validação que assegura que um arquivo não foi modificado ou alterado em relação ao estado anterior.

### Caracterização
A caracterização de materiais digitais é a identificação e descrição do que é um arquivo e de suas características técnicas definidoras muitas vezes capturadas por metadados técnicos, que registram seus atributos técnicos como ambiente de criação ou produção.

### Sustentabilidade
A sustentabilidade digital abrange uma série de questões e preocupações que contribuem para a longevidade da informação digital. Ao contrário das estratégias tradicionais, temporárias e de soluções mais permanentes, a sustentabilidade digital implica um processo mais ativo e contínuo. A sustentabilidade digital se concentra menos na solução e tecnologia e mais na construção de uma infraestrutura e abordagem que seja flexível e que tenha ênfase na interoperabilidade, manutenção e desenvolvimento contínuos. A sustentabilidade digital tem a preocupação de incorporar atividades que facilitarão o acesso e a disponibilidade dos documentos no futuro.

### Capacidade de renderização
A capacidade de renderização se refere à disponibilização contínua para usar e acessar um objeto digital, assim como a manutenção de suas propriedades inerentes significativas.

#### Obsolescência do formato
Embora o uso de formatos de arquivo varie entre as instituições arquivistas, há certo consenso que os formatos de arquivo escolhidos devem ser "abertos, padronizados, não proprietários e bem estabelecidos" para permitir o arquivamento a longo prazo. Os fatores que devem ser levados em consideração ao selecionar formatos de arquivo sustentáveis incluem: divulgação, adoção, transparência, auto documentação, dependências externas, impacto de patentes e mecanismos de proteção técnica. Outras considerações para a seleção de formatos de arquivo sustentáveis incluem "longevidade e maturidade do formato, utilização em comunidades profissionais relevantes, padrões de informação incorporados e acessibilidade de longo prazo de qualquer software necessário para sua visualização". Por exemplo, o Smithsonian Institution Archives considera os TIFFs não compactados como "um bom formato de preservação para imagens estáticas digitais e digitalizadas devido à sua maturidade, ampla aceitação em várias comunidades e documentação completa".

### Autenticidade
Os arquivos estão preocupados em manter registros analógicos ou digitais como representações confiáveis do documento que foi originalmente recebido. Autenticidade é definida como "a confiabilidade de um registro enquanto um registro", isto é, a sua capacidade de manter-se livre adulteração ou corrupção de dados. Autenticidade não deve ser confundida com exatidão.

### Metadados de preservação
Os metadados foram desenvolvidos enquanto um banco de dados para uso em arquivos "no contexto dos sistemas de banco de dados para descrever e controlar a gestão e o uso dos dados", principalmente em bibliotecas. Porém, "os metadados necessários para a gestão e para o uso de objetos digitais" precisam ser "mais diversificados e, na maioria dos casos, diferentes dos metadados usados para gestão de coleções de obras impressas e de outros materiais físicos". Assim surgem os metadados de preservação.
Os metadados de preservação são uma ferramenta chave para a preservação digital e incluem informações técnicas de objetos digitais, informações sobre seus componentes e ambiente de criação, bem como informações que documentam o processo de preservação e a base de direitos subjacentes. Ele permite que organizações ou indivíduos entendam a cadeia de custódia. O PREMIS (Preservation Metadata: Implementation Strategies) descreve os aspectos práticos de implementação de metadados de preservação essenciais para a maioria dos repositórios e instituições. Ele inclui diretrizes e recomendações de uso e estabelece vocabulários desenvolvidos em um dicionário de dados.

## Estratégias
As estratégias de preservação digital podem ser divididas em estruturais e operacionais. As estruturais relacionam-se às ações de planejamento, implementação e investimentos incluídos no processo de preservação adotados por uma instituição que pretenda se envolver na questão da preservação digital. São exemplos de estratégias estruturais: a adoção de padrões, a elaboração de normas e manuais, elaboração de metadados de preservação digital, montagem de infraestrutura e formação de consórcios e parcerias. As estratégias de preservação digital operacionais são aquelas que de viés prático realizadas com esse intuito, tais como: migração, emulação, conservação da tecnologia e encapsulamento.

## Métodos
Os métodos de preservação digital devem se preocupar, basicamente, com a preservação física, lógica e intelectual dos objetos digitais. A preservação física relaciona-se com a manutenção das mídias e transferência ou rejuvenescimento das mesmas, caso necessário. A preservação lógica preocupa-se com os formatos, sua interpretação por hardwares e softwares e a necessidade de atualização para a continuidade da leitura e interpretação da cadeia de bits. E a preservação intelectual refere-se ao conteúdo intelectual e as mecanismos que assegurem a integridade e autenticidade.
Desta forma, autores, como Alison Bullock, por enumeram um conjunto de requisitos mínimos para a preservação de documentos digitais, ou seja, os elementos indispensáveis que devem ser pensados e mantidos em um documento digital. São eles: fixar os limites do objeto a ser preservado, preservar a presença física, preservar o conteúdo, preservar a apresentação, preservar a funcionalidade, preservar a autenticidade, localizar e rastrear o objeto digital, preservar a proveniência e preservar o contexto.

## Boas práticas
Embora as estratégias de preservação variem para diferentes tipos de materiais e entre instituições, aderir a padrões e práticas reconhecidos nacional e internacionalmente é uma parte crucial das atividades de preservação digital. As boas práticas ou práticas recomendadas definem estratégias e procedimentos que podem ajudar as organizações a implementar padrões existentes ou fornecer orientação em áreas onde nenhum padrão formal foi desenvolvido.
As boas práticas em preservação digital estão em constante atualização. Elas podem envolver processos que são executados no conteúdo antes ou na hora de sua ingestão em um repositório digital, bem como processos executados em arquivos já preservados. As boas práticas também podem ser aplicadas ao processo de digitalização de material analógico e podem incluir a criação de metadados especializados (como metadados técnicos, administrativos e jurídicos), além de metadados descritivos padrão. A preservação de conteúdo digital nativo pode incluir transformações de formato para facilitar a preservação a longo prazo ou para fornecer melhor acesso ao conteúdo.
O desenvolvimento de todas as ferramentas necessárias ao software para garantir a acessibilidade de materiais digitais a longo prazo, devido à sua complexidade, precisa ser um projeto compartilhado entre instituições. Assim surge o desafio de manter um repositório com ferramentas compartilhadas. A Biblioteca do Congresso realizou essa tarefa por muitos anos, até que essa função foi assumida pelo Community Owned Digital Preservation Tool Registry.

### Preservação de áudio
Várias boas práticas e diretrizes para preservação de áudio digital foram desenvolvidas, incluindo:
- Guidelines on the Production and Preservation of Digital Audio Objects IASA-TC 04 (2009) [42]
- Sound Directions: Best Practices for Audio Preservation (2007) publicado pelo Sound Directions Project,[43] que descreve os fluxos de trabalho de preservação de áudio e as boas práticas recomendadas. Ele tem sido usado como base para outros projetos e iniciativas[44][45]
- Capturing Analog Sound for Digital Preservation: Report of a Roundtable Discussion of Best Practices for Transferring Analog Discs and Tapes (2006).[46]
- Digital Audio Best Practices (2006) realizado pelo Collaborative Digitization Program Digital Audio Working Group, que aborda as boas práticas e fornece orientação sobre a digitalização de conteúdo analógico existente e sobre a criação de novos recursos de áudio digital.[47]

A Audio Engineering Society também possui uma variedade de normas e diretrizes relacionadas à criação de conteúdo em arquivo de áudio e metadados técnicos.

### Preservação de imagem em movimento
O termo "imagens em movimento" inclui filme e vídeo analógico e suas formas nativas digitais: vídeo digital, materiais cinematográficos digitais e cinema digital. À medida que fitas de vídeo e filmes analógicos se tornam obsoletos, a digitalização surgiu como uma estratégia de preservação fundamental, embora muitos arquivos continuem a realizar a preservação fotoquímica de filmes.
Atualmente, não há formato de preservação digital de destino amplamente aceito para imagens analógicas em movimento. A complexidade do vídeo digital, bem como as diversas necessidades e capacidades de uma instituição arquivística são as razões pelas quais não existe um padrão único de formato para preservação de longo prazo para vídeo digital, como existe para outros tipos de registros digitais tais como o PDF/A para texto e o TIFF para imagens.
Os recursos a seguir oferecem informações sobre reformatação de analógico para digital e preservação de conteúdo audiovisual digital.
- A Biblioteca do Congresso dos Estados Unidos monitora a sustentabilidade dos formatos digitais, incluindo imagens em movimento.[53]
- The Digital Dilemma 2: Perspectives from Independent Filmmakers, Documentarians and Nonprofit Audiovisual Archives (2012).[54] A seção sobre arquivos de organizações sem fins lucrativos analisa as práticas comuns de reformatação digital, metadados e armazenamento. Existem quatro estudos de caso.
- Federal Agencies Digitization Guidelines Initiative. Iniciado em 2007, este é um esforço colaborativo de agências federais norte-americanas para definir diretrizes, métodos e práticas comuns para a digitalização de conteúdo histórico. Como parte desse esforço, dois grupos de trabalho estudam questões específicas de duas áreas principais: Imagem Fixa e Audiovisual.[55]
- O PrestoCenter publica informação audiovisual geral e aconselhamento a nível europeu. Sua biblioteca online possui pesquisas e white papers sobre custos e formatos de preservação digital.[56]
- A Association of Moving Image Archivists patrocina conferências, simpósios e eventos sobre todos os aspectos da preservação de imagens em movimento, incluindo a digital. A AMIA Tech Review contém artigos que refletem os pensamentos e práticas atuais da perspectiva dos arquivistas. Video Preservation for the Millennia (2012), publicado na AMIA Tech Review, detalha as várias estratégias e ideias por trás do estado atual da preservação de vídeo.[57]

#### Codecs e arquivos recipientes
Imagens em movimento requerem um codec para o processo de decodificação. Portanto, determinar um codec é essencial para a preservação digital. Em "A Primer on Codecs for Moving Image and Sound Archives: 10 Recommendations for Codec Selection and Management" escrito por Chris Lacinak e publicado pela AudioVisual Preservation Solutions, Lacinak enfatiza a importância dos arquivistas escolherem o codec correto, pois isso pode "impactar na capacidade de preservação do objeto digital". Portanto, o processo de seleção de codecs é um momento crítico, "seja lidando com conteúdo digital nativo, reformatando conteúdo mais antigo ou convertendo materiais analógicos". As dez recomendações de Lacinak para seleção e gerenciamento de codecs são as seguintes: adoção, divulgação, transparência, dependências externas, documentação e metadados, pré-planejamento, manutenção, monitoramento de obsolescência, manutenção do original e prevenção de transcodificação ou recodificação desnecessária . Até o momento, não há consenso na comunidade arquivística sobre qual codec padrão deve ser usado para a digitalização de vídeo analógico e para a preservação de longo prazo de vídeo digital, nem existe um único codec "certo" para um objeto digital. O que acontece é que cada instituição arquivística deve "tomar a decisão como parte de uma estratégia geral de preservação".
Um arquivo recipiente ou wrapper também é necessário para imagens em movimento e deve ser escolhido com cuidado, assim como o codec. De acordo com uma pesquisa internacional realizada em 2010 com mais de 50 instituições envolvidas com reformatação de filmes e vídeos, “as três principais opções para preservação foram AVI, QuickTime(.MOV) ou MXF (Material Exchange Format)". Esses são apenas alguns exemplos de arquivos recipientes. Os Arquivos Nacionais e Administração de Documentos (NARA) escolheu o AVI  como seu formato de arquivo recipiente padrão por várias razões, incluindo que os arquivos AVI são compatíveis com múltiplas ferramentas de código aberto, como VLC.
Como não há certeza sobre sobre quais formatos se tornarão obsoletos ou qual será o formato mais utilizado no futuro, é difícil escolher um codec e um arquivo recipiente para utilização. A escolha de um formato deve ser baseada nas necessidades e na sustentabilidade a longo prazo desses dois mecanismos.

#### Criação de conteúdo
Os criadores de conteúdo e os arquivistas podem garantir uma melhor acessibilidade e preservação de imagens em movimento a longo prazo se considerarem as seguintes etapas:
- Crie um vídeo descompactado. Embora isso gere arquivos grandes, a qualidade será mantida. Para vídeos que serão armazenados, essa abordagem é a ideal.[66][67][68]
- Se a criação de um vídeo não compactado não for possível, use a compactação sem perdas em vez da compactação com perdas. Nessa modalidade, os dados compactados são restaurados, enquanto que na compactação com perdas os dados são alterados e a qualidade é perdida.[66][69][67][68]
- Use taxas de bits mais altas, pois isso afeta a resolução da imagem e o tamanho do arquivo.[66][67]
- Use metadados técnicos e descritivos.[66][67]
- Use arquivos recipientes e codecs estáveis e amplamente usados nas comunidades de arquivamento e preservação digital.[66][70][71][72]

### Preservação de e-mail
O e-mail apresenta desafios especiais para preservação digital, pois os clientes de e-mail variam amplamente, não existe uma estrutura comum para mensagens de e-mail, o e-mail freqüentemente comunica informações confidenciais, contas de e-mail podem conter mensagens comerciais e pessoais misturadas, assim como o e-mail pode incluir documentos anexados em uma variedade de formatos de arquivo. As mensagens de e-mail também podem conter vírus ou conteúdo de spam. Embora a transmissão de e-mail seja padronizada, não existe um padrão formal para a preservação de longo prazo de mensagens de e-mail.
As abordagens para preservar o e-mail podem variar de acordo com a finalidade para a qual ele está sendo preservado. Para empresas e entidades governamentais, a preservação de e-mail pode ser impulsionada pela necessidade de atender aos requisitos de compliance e investigação legal. Para bibliotecas e arquivos de pesquisa, a preservação de e-mails que façam parte de coleções de arquivos nato-digitais ou híbridos tem como objetivo garantir a sua disponibilidade a longo prazo como parte do registro histórico e cultural
Algumas boas práticas e diretrizes para preservação de e-mail podem ser encontradas nos seguintes recursos:
- Curating E-Mails: A Life-cycle Approach to the Management and Preservation of E-mail Messages (2006) pde Maureen Pennock.[75]
- Technology Watch Report 11-01: Preserving Email (2011) de Christopher J Prom.[76]
- Best Practices: Email Archiving de Jo Maitland.[77]

### Preservação de videogame

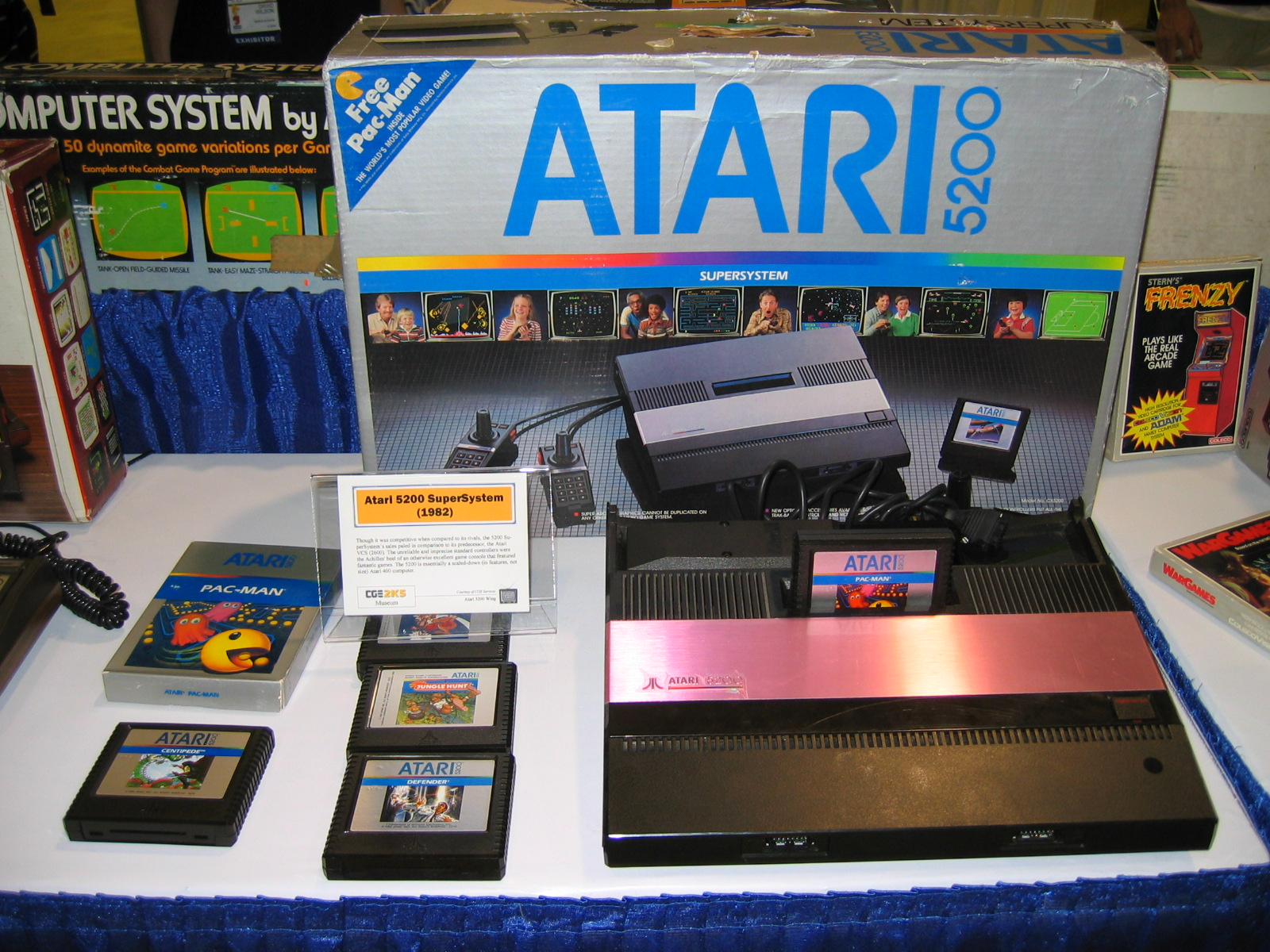
Atari 5200

Em 2007, o projeto Keeping Emulation Environments Portable (KEEP), parte do Programas-Quadro para pesquisa e desenvolvimento tecnológico 7, desenvolveu ferramentas e metodologias para manter objetos de software digital disponíveis em seu contexto original. Objetos de software digital, como videogames, podem ser perdidos devido à obsolescência digital e indisponibilidade de hardware  necessário ou software de sistema operacional (abandonware). Como o código-fonte geralmente não está mais disponível, a emulação dos videogames é a única possibilidade de preservação. O KEEP forneceu uma estrutura de emulação para ajudar na criação de tais emuladores. O KEEP foi desenvolvido por Vincent Joguin, lançado pela primeira vez em fevereiro de 2009 e coordenado por Elisabeth Freyre da Biblioteca Nacional da França.
Em janeiro de 2012, o projeto POCOS financiado pela JISC, organizou um workshop sobre a preservação de ambientes de jogos e mundos virtuais.

### Pesquisa científica
Em 2020, pesquisadores relataram em um preprint que encontraram "176 periódicos de acesso aberto que, por falta de arquivos abrangentes e abertos, desapareceram da Web entre 2000-2019, afetando todas as principais disciplinas de pesquisa e regiões geográficas do mundo". Eles também relataram que em 2019 apenas cerca de um terço dos 14.068 periódicos indexados pelo DOAJ garantiu a preservação de longo prazo de seu conteúdo. É preciso ter em mente que parte da produção da pesquisa científica também não está localizada nos sites das revistas científicas on-line, mas em outros sites, como repositórios de código-fonte tais como o GitLab. O Internet Archive arquivou muitas - mas não todas - das publicações acadêmicas perdidas relatadas no artigo e as disponibiliza na web. De acordo com uma análise do Internet Archive "18 por cento de todos os artigos de acesso aberto desde 1945, mais de três milhões, não são arquivados independentemente por nós ou por outra organização de preservação, além dos próprios editores". Sci-Hub faz arquivamento acadêmico fora dos limites da lei de direitos autorais contemporânea e também fornece acesso a trabalhos acadêmicos que não têm uma licença de acesso aberto.

## Modelos e projetos
Com a crescente transferência da criação, uso e armazenamento da informação para o ambiente virtual e consequentemente, o armazenamento em bibliotecas e repositórios digitais, surge a necessidade de criar políticas e normas que desenvolvam padrões de interoperabilidade entre os sistemas, preservação e acesso ao conteúdo informacional desses ambientes. Existem diversas iniciativas que visam formular modelos, assim como projetos que buscam oferecer subsídios para ações práticas de preservação.

### Preservando a informação digital(1996)
Os desafios da preservação da informação digital a longo prazo faram reconhecidos pela comunidade arquivística há anos. Em dezembro de 1994, o Research Libraries Group e a Commission on Preservation and Access formaram uma força-tarefa sobre arquivamento de informações digitais com o objetivo principal de investigar o que precisava ser feito para garantir a preservação a longo prazo e o acesso contínuo aos registros digitais. O relatório final publicado pela força-tarefa em 1996 ganhou o título de "Preserving digital information: report of the task force on archiving of digital information". Ele tornou-se um documento fundamental no campo da preservação digital e ajudou a definir os principais conceitos, requisitos e desafios nesse campo.
A força-tarefa propôs algumas ações em seu relatório. A primeira delas seria o desenvolvimento de um sistema nacional de arquivos digitais que assumiria a responsabilidade pelo armazenamento de longo prazo e acesso à informação digital. Depois, introduziu o conceito de repositórios digitais confiáveis e definiu suas funções e responsabilidades. Também identificou cinco características que marcavam a integridade da informação digital: conteúdo, fixidez, referência, proveniência e contexto. Essas características foram posteriormente incorporadas a definição de Informação de Descrição de Preservação no modelo de referência do Open Archival Information System (OAIS). Por fim, definiu a migração como uma função crucial dos arquivos digitais. Os conceitos e recomendações delineados no relatório estabeleceram uma base para as pesquisas e as iniciativas de preservação digital subsequentes.

### Open Archival Information System (OAIS)
O Open Archival Information System (OAIS) - em português Sistema Aberto para Arquivamento de Informação (SAAI) - é um modelo para repositórios de metadados de preservação publicado pelo Consultive Committee for Space Data Systems (CCSDS) em 2003. Também é uma iniciativa ISO (International Organization for Standardization), que desde junho 2003 define um alto nível de modelo de referência para arquivos que precisem de uma preservação de longo prazo, criando a ISO 14721. E pode ser definido como um “esquema conceitual que disciplina e orienta um sistema para a preservação e manutenção do acesso à informação digital por longo prazo”.
O objetivo do OAIS é propagar a compreensão dos conceitos para a preservação de objetos digitais, ampliar o consenso sobre os elementos e os processos relacionados à preservação e acesso à informação digital, além de criar um esquema para orientar a identificação e o desenvolvimento de padrões para tornar a informação preservada e disponível em qualquer repositório, pois tem um caráter genérico e que pode ser aplicado em diversos tipos de ambientes e documentos.

### Modelo de repositório digital confiável
Em março de 2000, o Research Libraries Group e o Online Computer Library Center iniciaram uma colaboração para estabelecer os atributos fundamentais que um repositório digital voltado para organizações de pesquisa deveria ter. Nesse sentido, construiram seus parâmetros com o auxílio do padrão internacional emergente do Open Archival Information System (OAIS). Em 2002, essa colaboração interinstitucional resultou na publicação de "Trusted Digital Repositories: Attributes and Responsibilities". Nesse documento, um repositório digital confiável é definido como "aquele cuja missão é fornecer acesso confiável e de longo prazo a recursos digitais gerenciados para sua comunidade usuária, no presente e no futuro." Um repositório digital confiável deve incluir os esses sete atributos: conformidade com o modelo de referência para um Open Archival Information System (OAIS), responsabilidade administrativa, viabilidade organizacional, sustentabilidade financeira, adequação tecnológica e processual, segurança do sistema e responsabilidade processual. O relatório também descreve a relação entre esses elementos. Além disso, o texto recomenda o desenvolvimento colaborativo de certificações de repositórios digitais, modelos para redes colaborativas, assim como modelos para compartilhamento de pesquisas acadêmicas e informações sobre preservação digital no que diz respeito à propriedade intelectual.
Em 2004, Henry M. Gladney propôs outra abordagem para a preservação de objetos digitais que prevê a criação de "Objetos Digitais Confiáveis". Eles seriam objetos digitais que atestam sua própria autenticidade, pois incorporam um registro que mantém seu histórico de uso e alteração, o que permite aos futuros usuários verificar a validade do conteúdo do objeto.

### Projeto InterPARES
Projeto InterPARES (International Research on Permanent Authentic Records in Electronic Systems) é sediado na Universidade da Colúmbia Britânica, no Canadá, e coordenado pela pesquisadora Luciana Duranti. A pesquisa está sendo conduzida por diversos grupos em várias instituições na América do Norte, Europa, Ásia e Austrália, com o objetivo de desenvolver teorias e metodologias que forneçam a base para o criação de estratégias, padrões, políticas e procedimentos necessários para garantir a confiança, credibilidade e precisão dos registros digitais ao longo do tempo.
O Projeto busca desenvolver conhecimento teórico-metodológico essencial para a preservação de longo prazo de documentos digitais e foi dividido em três etapas. De 1999 a 2001, foi desenvolvida sua primeira fase denominada InterPARES 1, que teve como objetivo identificar requisitos conceituais para avaliar e manter a autenticidade dos documentos digitais "tradicionais" produzidos no curso das atividades administrativas e legais. A segunda fase do projeto, de 2002 até 2006, configura o InterPARES 2, que teve por foco os documentos arquivísticos digitais gerados no contexto de atividades artísticas, científicas e governamentais, em sistemas experimentais, interativos e dinâmicos. A terceira e última fase do projeto aconteceu entre 2007 e 2012, chamada de InterPARES 3, buscou capacitar programas e organizações responsáveis pela produção e manutenção de documentos arquivísticos digitais a desenvolver estratégias de preservação e acesso de longo prazo a esses documentos e tem como base o conhecimento teórico-metodológico desenvolvido nas duas primeiras fases do Projeto.

## Desafios
Parte do patrimônio da humanidade foi realizado em muitos suportes diferentes, incluindo a pedra, o pergaminho, o bambu, a seda e o papel. Desde a popularização do computador, existe uma grande quantidade de informações em formatos digitais, incluindo e-mails, blogs, sites de redes sociais, sites de eleições nacionais, álbuns de fotos na web e sites que possuem conteúdo dinâmico. Com as mídias digitais é mais fácil criar conteúdo e mantê-lo atualizado, mas ao mesmo tempo são muitos os desafios na preservação desse conteúdo, tanto técnicos quanto econômicos.
A preservação digital envolve desafios técnicos de longo prazo para as instituições que se propõem a realizar atividades de preservação digital dos materiais que criam e armazenam. Arquivos, bibliotecas, museus, editoras, instituições governamentais e tantas outras empresas tem o  desafio técnico a dependência do aparato tecnológico - seja ele hardware, software, mídias ou formatos digitais -  utilizado para criar e utilizar os documentos digitais. A inerente fragilidade e rápida degradação física sofrida por esses materiais, além do progressivo aumento da obsolescência dos suportes, sistemas, mídias e formatos, que se devem principalmente pela alta competitividade característica do mercado dos produtos e serviços da tecnologia da informação. Esses aspectos tornam os ciclos de renovação tecnológica cada vez menores e a consequente necessidade de desenvolvimento e aplicação de estratégias de preservação digital. Ao contrário dos objetos analógicos tradicionais, como livros ou fotografias, em que o usuário tem acesso direto ao conteúdo, um objeto digital sempre precisa de um ambiente de software para renderizá-lo. Esses ambientes continuam evoluindo e mudando em ritmo acelerado, ameaçando a continuidade do acesso ao conteúdo.
O conteúdo digital também pode apresentar desafios à preservação devido à sua natureza complexa e dinâmica. Por exemplo, páginas da Web interativas, realidade virtual e ambientes de jogos objetos de aprendizagem, sites de mídia social. Em muitos casos de avanços tecnológicos emergentes, há dificuldades substanciais em manter a autenticidade, fixidez e integridade dos objetos ao longo do tempo, decorrentes da falta de experiência. Enquanto tecnologias específicas podem provar ser mais robustas em termos de capacidade de armazenamento, nem sempre é fácil garantir a fixidez do objeto.
No que diz respeito à preservação do software enquanto um conteúdo digital, um desafio específico é a indisponibilidade típica do código-fonte, visto que o software comercial é normalmente distribuído apenas na forma binária compilada. Sem o código-fonte, a realização da portabilidade para um hardware de computação moderno ou sistema operacional é quase sempre impossível. Para contornar esse entrave, portanto, o contexto original de hardware e software precisa ser emulado . Outro potencial desafio para a preservação de um software pode ser o copyright, que muitas vezes torna impossível que os mecanismos de proteção contra cópia (Digital Millennium Copyright Act) sejam contornados no caso de o software se tornar uma obra órfão (abandonware). Uma isenção da Lei de Direitos Autorais do Milênio Digital dos Estados Unidos para permitir contornar a proteção contra cópia foi aprovada em 2003 por um período de 3 anos para o Internet Archive que criou um arquivo de "software vintage", como forma de preservá-los.
O volume de dados é outro desafio que envolve a preservação do conteúdo digital. A quantidade de informação digital que está sendo criada junto com a "proliferação de tipos de formato" torna a criação de repositórios digitais confiáveis com recursos adequados e sustentáveis um desafio. A Web é apenas um exemplo do que pode ser considerado um "dilúvio de dados". Por exemplo, a Biblioteca do Congresso acumulou 170 bilhões de tweets entre 2006 e 2010, totalizando 133,2 terabytes e cada tweet é composto por 50 campos de metadados.
Os desafios econômicos da preservação digital também são grandes. Os programas de preservação exigem um investimento inicial significativo para serem criados, junto com os custos contínuos da ingestão, gerenciamento e  armazenamento de dados. Além disso, tem os custos com pessoal qualificado. Não obstante todas essas dificuldades, programas de preservação digital são estratégicos e seus benefícios se acumulam, em grande parte, para as gerações futuras.
Desafios políticos envolvem questões relacionadas à aquisição e alocação de recursos, estabelecimento de parcerias para compartilhamento de experiências e equipamentos entre instituições, e adoção de soluções de natureza interdisciplinar, envolvendo, além dos profissionais de informação (bibliotecários, arquivistas e museólogos), profissionais e pesquisadores das áreas de Tecnologia da Informação e Comunicação, Direito, História, e etc.
Outro grande desafio da preservação digital é a garantia da autenticidade do documento. Segundo Walter Benjamin até na melhor reprodução, um elemento fica ausente que é a existência única da obra. Não é através da reprodução que se desdobra a história, e sim, pela obras-primas pois só através delas podem se fazer análises químicas ou físicas, irrealizáveis na reprodução. "Os vestígios das segundas são o objeto de uma tradição, cuja reconstituição precisa partir do lugar em que se achava original."
Nesta linha de Benjamim, o jornalista e escrito brasileiro Ruy Castro publicou em sua coluna no jornal paulista Folha de S.Paulo, criticou a ausência dos originais, "que são a essência de quaisquer produto físico" após o Incêndio na Universal Studios de 2008, que dilacerou obra importantes da vida estadunidense. Em seu artigo, Castro ainda faz uma comparação e provoca sobre a não preservação física: "Imagine se museus como o Metropolitan, de Nova York, o British Museum, de Londres, o Hermitage, de Moscou, e os do Vaticano, em Roma, tivessem suas coleções transferidas para o Louvre, em Paris, e o Louvre queimasse. Foi parecido. Dezenas de selos de jazz e de música popular dos anos 20, 30 e 40 tiveram seus masters comprados nos anos 50, 60 e 70 pelos selos maiores [...] “E daí?”, dirá você. “Já está tudo digitalizado.” Sim. Mas imagine a “Mona Lisa” desaparecer e só restar uma cópia digitalizada."

## Soluções de repositórios digitais
Vários softwares de código aberto foram desenvolvidos para auxiliar na preservação digital, incluindo o Archivematica, o DSpace, o Fedora Commons, o OPUS, o SobekCM e o EPrints. O setor comercial também oferece ferramentas de software de preservação digital, como a Rosetta, da Ex Libris Ltd., Cloud, Standard and Enterprise Editions da Preservica, CONTENTdm, Digital Commons, Equella, intraLibrary, Open Repository e Vital.

## No Brasil
No Brasil, diversas instituições trabalham na preservação digital de seus arquivos pensando na preservação de documentos e da memória nacional.
A Biblioteca Nacional do Brasil (BN), a maior biblioteca do gênero na América Latina, já há alguns anos vem trabalhando na digitalização e preservação desses materiais por meio da criação de uma Hemeroteca digital e que auxilia o trabalho dos pesquisadores. Sob a coordenação deste processo, esteve Ângela Btitencourt, que inaugurou no ano de 2012, o processo de digitalização e preservação dos arquivos em meio digital e de livre acesso. Outras instituições, como o Arquivo Nacional, Arquivo Público do Estado de São Paulo e Arquivo Público Mineiro tem sido digitalizados na intenção de manter a memória dos arquivos com uma cópia digital e de maior difusão na sociedade brasileira.
Um dos traumas recentes na preservação historiográfica brasileira foi o fatídico episódio do Incêndio no Museu Nacional do Rio de Janeiro ocorrido no ano de 2018. Com um incêndio que dilacerou boa parte da memória brasileira, registros como realizados pelo Google Arts & Culture permitem vislumbrar como era a instituição antes do incêndio, já que o prédio passou por um processo de digitalização pela gigante empresa estadunidense do ramo da tecnologia, Google. Após o fatídico episódio, alguns museus no país começaram a passar por este processo visando a preservação digital de suas coleções e acervos.
Outras instituições como a Cinemateca Brasileira, localizada em São Paulo, também começou o processo de digitalização de seus materiais para garantir a preservação de seus filmes, microfilmes e documentos junto a apoio financeiro do Banco Nacional de Desenvolvimento Econômico e Social (BNDES). Dado a dificultosa preservação de microfilmes, filmes, - vinculada ao ar-condicionado, temperatura específica, entre outros aspectos - este processo é interessante para garantir para as novas mídias uma nova maneira de assegurar a preservação dessa informação. O Museu da Imagem e do Som de São Paulo (MIS-SP) também disponibiliza parte do seu acervo digitalizado.

## Em Portugal
Em Portugal, a Biblioteca Nacional de Portugal (BNP) também investe pesado na garantia da digitalização visando maior difusão entre a comunidade de pesquisadores e a preservação do material da biblioteca. A instituição garante a comunidade científica e populares, uma hemeroteca em que se é possível consultar, diversos periódicos, livros, jornais e documentos oriundo de Portugal.